# HMS Brilliant (H84)
HMS Brilliant là một tàu khu trục thuộc lớp B được Hải quân Hoàng gia Anh Quốc chế tạo vào năm 1930 và đã hoạt động trong suốt Chiến tranh Thế giới thứ hai. Nó ngừng hoạt động năm 1945 và bị tháo dỡ năm 1947.

## Thiết kế và chế tạo
Brilliant được đặt lườn tại xưởng tàu của hãng Swan Hunter ở Tyne and Wear, được hạ thủy vào ngày 09 tháng 10 năm 1930 và hoàn tất vào ngày 21 tháng 2 năm 1931.

## Lịch sử hoạt động
Từ năm 1931 đến năm 1938, Brilliant phục vụ tại Địa Trung Hải. Khi chiến tranh nổ ra, nó được bố trí cùng Chi hạm đội Khu trục 13 đặt căn cứ tại Dover, tham gia bảo vệ các đoàn tàu vận tải trong eo biển Anh Quốc và hộ tống các hoạt động rải mìn. Vào ngày 10 tháng 5 năm 1940, nó tham gia Chiến dịch XD phá hủy các cơ sở cảng Hà Lan và triệt thoái binh lính Đồng Minh. Vào ngày 15 tháng 5, nó va chạm với chiếc Boreas trên đường đi Hook of Holland. Sau khi được sửa chữa, nó lại bị hư hại do bị máy bay ném bom bổ nhào đối phương tấn công vào ngày 25 tháng 7, phải quay về cảng sau khi phóng bỏ các khẩu pháo phía đuôi.
Vào tháng 5 năm 1941, Brilliant tham gia Chiến dịch Splice chuyển giao máy bay tiêm kích đến Malta. Từ đây, nó hợp cùng chiếc HMS London săn đuổi các tàu tiếp liệu Đức trong Đại Tây Dương. Chúng đã ngăn chặn được Esso Hamburg và Egerland, cả hai đều bị thủy thủ đoàn tự đánh đắm. Hoạt động từ Freetown, Brilliant đã vớt được 321 người sống sót từ các xuồng cứu sinh của chiếc HMT Oronsay vốn bị trúng ngư lôi từ một tàu ngầm Ý vào ngày 9 tháng 10 năm 1942. Sau đó, nó gia nhập Lực lượng H trong Chiến dịch Torch, cuộc đổ bộ lực lượng Đồng Minh lên Bắc Phi. Brilliant đã đánh chìm chiếc tàu quét mìn Surprise của phe Vichy Pháp ngoài khơi Oran vào ngày 8 tháng 11.
Sau khi được cải biến cho nhiệm vụ chống chống tàu ngầm, nó gia nhập Chi hạm đội Khu trục 13 tại Gibraltar vào tháng 7 năm 1943. Vào ngày 24 tháng 12 năm 1944, Brilliant đang hộ tống cho Leopoldville khi chiếc tàu chở quân trúng ngư lôi từ tàu ngầm Đức U-486 ở cách 5,5 hải lý (10,2 km) ngoài khơi Cherbourg. Brilliant đã cứu vớt được khoảng 500 người từ chiếc tàu chở quân bị hư hại khi nó thả neo, nhưng do nhiều trục trặc trong thông tin liên lạc, không có tàu nào khác kịp đến ứng cứu trước khi Leopoldville chìm, khiến 764 người thiệt mạng. Ngày 7 tháng 6 năm 1945, Brilliant đã hộ tống cho Vua George VI trên chiếc Jamaica khi ông viếng thăm quần đảo Channel, rồi sau đó hộ tống những tàu ngầm U-boat đầu hàng đi đến Scotland trong Chiến dịch Deadlight trước khi được đưa về lực lượng dự bị vào tháng 11 năm 1945.
Brilliant bị bán để tháo dỡ vào ngày 21 tháng 2 năm 1948; và được tháo dỡ bởi hãng West of Scotland Shipbreakers vào tháng 4 năm 1948.